# Gavilanes de Maracaibo

Gavilanes B.B.C., también conocidos como Gavilanes de Maracaibo, fue un equipo de la Liga Venezolana de Béisbol Profesional con base en la ciudad de Maracaibo, capital del estado Zulia. El equipo fue fundado por los hermanos beisbolistas Ernesto Aparicio y Luis Aparicio Ortega, debutando en la extinta Liga Zuliana de Béisbol de Primera División, la cual fue creada en 1932 y tuvo vida hasta el final de la temporada de 1940. Después de cinco años de ausencia, la liga resume sus operaciones en 1946 se mantiene activa hasta 1952.

## Historia
Gavilanes es fundada en el año 1928, sobre las bases del equipo Los Muchachos que tenían entre sus filas a los hermanos Luis y Ernesto Aparicio. Dicho equipo jugaban en el sector la Ciega de la ciudad de Maracaibo, debido a un apodo de que tenía María Concepción Maconcha el equipo «Los Muchachos» pasa a ser llamados «Gavilán», y para 1933 pasa a ser llamado «Gavilanes».
Los Gavilanes fueron el equipo más exitoso en este período, ganando 13 de 17 campeonatos jugados, 8 con Ernesto Aparicio a la cabeza. Como resultado, Gavilanes y Pastora mantuvieron una fuerte rivalidad en el campo de béisbol durante la existencia de esta liga. Pastora logró los títulos de 1934 y 1948, mientras que el Orange Victoria ganó el título de la temporada 1951. Después de eso, el circuito fue renombrado como Liga Occidental de Béisbol Profesional antes de unirse al béisbol organizado en 1953, operando continuamente hasta 1964.
En 1953, la Liga Venezolana de Béisbol Profesional y la reciente Liga Occidental de Béisbol Profesional, acordaron tener a sus equipos más representativos en la Serie de Campeonato Nacional, también llamada «el rotatorio», la primera y única vez en la historia de la LVBP. Cervecería Caracas y Magallanes fueron los equipos representantes de la LVBP, mientras que Gavilanes y Pastora representaron a la LOBP. Gavilanes fue dirigido por el mánager estadounidense Red Kress, un jugador de las Grandes Ligas. El campeonato de la temporada 1953-54 fue ganado fácilmente por Pastora con récord de 48-30, seguido por Magallanes (40-37), Gavilanes (34-44) y Cervecería Caracas (33-44). Los decepcionantes Gavilanes fueron el equipo favorito para alzarse con el campeonato, ya que como equipo contaban con figuras como los lanzadores Alejandro Carrasquel, Bob Chakales, Emilio Cueche, Art Houtteman, Sad Sam Jones, Elmer Singleton, Bill Upton y Lenny Yochim; los receptores Earl Averill y Hank Foiles, los infielders Piper Davis (2B/3B), Dalmiro Finol (3B/2B/1B) y Lee Thomas (1B); los outfielders Joe Frazier (RF), Jim Lemon (LF) y Dave Pope (CF), y el novato de 19 años en el shortstop Luis Aparicio, que en 1984 se convertiría en el primer venezolano en entrar al salón de la fama del béisbol.
El 18 de noviembre de 1953, el estadio Olímpico de Maracaibo vivió uno de los momentos más emotivos en la historia de la divisa y del béisbol en el estado Zulia, se despedía Luis Aparicio Ortega "El Grande". En medio de un partido tradicional el día de la chinita un Pastora - Gavilanes. 

"Entre la euforia del público se escucho la voz del locutor: primer bate, Luis Aparicio Ortega, el Grande de Maracaibo."
Jorge Miquilena. Viejo Zulia Panorama

"Él salió y tomó el bate. Hizo un primer movimiento y llamo a su hijo, Luis Aparicio Montiel y se lo entregó. Minutos más tarde, cuando entraban los Gavilanes al campo, le dio su guante. Aquella ceremonia no anunciada hizo que el estadio se viniera abajo, en ese momento no quedó nadie sin llorar, incluso los pastoreños."
Jorge Miquilena. Viejo Zulia Panorama

Los Gavilanes volvieron a la Liga Occidental para la temporada 1954-55, ganando consecutivamente los títulos entre 1955-57. Posteriormente se retiraron en la temporada 1957-58 para retornar en la temporada 1958-59 en reemplazo de los Centauros de Maracaibo, jugando hasta su última temporada en la 1959-60.
La LOBP finalizó sus actividades después de la temporada 1963-64. Desde entonces, ningún otro equipo llamado Gavilanes ha participado en el béisbol profesional venezolano.

## Estadio
En sus primeros años el equipo jugaba en el sector la Ciega de la ciudad de Maracaibo, luego para el año 1933 son mudados al estadio La Lago dicho estadio estaba mejor construido para su época. Luego de una pausa de 4 años para el año 1945 se inaugura el Estadio Olímpico de la ciudad de Maracaibo, que más tarde se llamaría Alejandro Borges.